# Bart Ramselaar
Bart Ramselaar (Amersfoort, Países Bajos; 29 de junio de 1996) es un futbolista neerlandés. Juega de centrocampista y su equipo es el Lion City Sailors F. C. de la Liga Premier de Singapur.

## Clubes
| Club                    | País         | Año       |
| ----------------------- | ------------ | --------- |
| F. C. Utrecht           | Países Bajos | 2015-2016 |
| PSV Eindhoven           | Países Bajos | 2016-2019 |
| F. C. Utrecht           | Países Bajos | 2019-2024 |
| Lion City Sailors F. C. | Singapur     | 2024-     |

## Palmarés

### Campeonatos nacionales
| Título           | Club                    | País         | Año     |
| ---------------- | ----------------------- | ------------ | ------- |
| Eredivisie       | PSV Eindhoven           | Países Bajos | 2017-18 |
| Community Shield | Lion City Sailors F. C. | Singapur     | 2024    |